# سرپیشخدمت
سرپیشخدمت (انگلیسی: The Head Waiter) یک فیلم کمدی صامت کوتاه آمریکایی به کارگردانی نوئل ام. اسمیت است که در سال ۱۹۱۹ منتشر شد. از بازیگران این فیلم می‌توان به اولیور هاردی، لری سمون و لوسیل کارلایل اشاره کرد.